# Alex Schneiter
Alex(andre) Schneiter, född 1962 i Schweiz, är en schweizisk geolog och  och tidigare verkställande direktör för Lundin Oil. Han står idag åtalad för medhjälp till folkrättsbrott i Sudan. Rättegången är den mest omfattande i svensk historia och förundersökningen är på åttiotusen sidor. Bakgrunden är att Lundin Oil mellan 1997 och 2003 letade olja i Sudan, ett land som samtidigt skakades av ett inbördeskrig. Rättegången beräknas att pågå till 2026.  
Schneiter utbildade sig 1984–1989 till geolog och geofysiker på Genèves universitet. Han arbetade 1987–1989 som geofysiker och fick 1990 anställning inom oljeindustrin i Kanada. Från 1993 arbetade han inom företag inom Lundinsfären, först i International Petroleum Corporation 1992–1999. År 1999 blev han vice vd för prospektering i Lundin Oil, som 2001 ombildades till Lundin Energy (nuvarande Orrön Energy). Efter det att kanadensiska Talisman Energy köpt Lundin Oil blev han Chief Operation Officer och 2015–2020 vd.
Schneiter har varit engagerad i segelsport. Han var initiativtagare av Swiss Tilt Team 2002 och hade då två gånger vunnit Lake Geneva championship för M2-katamaraner samt andra segeltävlingar på Genèvesjön.